# Plitvica Voćanska
Plitvica Voćanska falu Horvátországban, Varasd megyében. Közigazgatásilag Donja Voćához tartozik.

## Fekvése
Varasdtól 19 km-re nyugatra, községközpontjától Donja Voćától 2 km-re északkeletre a Zagorje hegyei között fekszik.

## Története
1857-ben 67, 1910-ben 182 lakosa volt. A trianoni békeszerződésig Varasd vármegye Ivaneci járásához tartozott. 2001-ben  a falunak 79 lakosa volt.

## Külső hivatkozások
- Donja Voća község hivatalos oldala
- A község független információs portálja